# Галогеніди плюмбуму
Галогені́ди плю́мбуму (рос. галогениды свинца, англ. halides of lead) — сполуки плюмбуму з галогенами: PbX2 і PbX4 (Х = F, Cl, Br, I).
Для Pb ступінь окиснення ІІ більш характерним, ніж IV, галогеніди PbX2 є стабільнішими за PbX4, PbF4 при нагріванні розкладається.